# Atissa luteipes
Atissa luteipes är en tvåvingeart som beskrevs av Cresson 1944. Atissa luteipes ingår i släktet Atissa och familjen vattenflugor.
Artens utbredningsområde är Honduras. Inga underarter finns listade i Catalogue of Life.